# Alzon (rivière)
Pour les articles homonymes, voir Alzon (homonymie).
L'Alzon est une rivière française, du département du Gard, dans la région Occitanie et un affluent gauche du Gardon (aussi appelé « Gard »), donc un sous-affluent du Rhône.

## Étymologie
Le nom vient du pré-celtique *alz-, « aulne, marais » — cf. basque altz, « aulne ».

## Géographie
Longue de 23,7 km, l'Alzon prend source sur le territoire de la commune de La Capelle-et-Masmolène, à quelque 200 m d'altitude.
L'Alzon arrose l'est de la ville d'Uzès et se jette dans le Gard (aussi appelé Gardon) à Collias, à 24 m d'altitude.

### Communes et cantons traversés
Dans le seul département du Gard, l'Alzon traverse sept communes et deux cantons :
- de l'amont vers l'aval : La Capelle-et-Masmolène (source), Vallabrix, Saint-Quentin-la-Poterie, Saint-Siffret, Uzès, Saint-Maximin, Collias (confluence)[notes 1].

Soit en termes de cantons, l'Alzon prend source dans le canton d'Uzès et le traverse, et conflue sur le canton de Remoulins.

## Affluents
L'Alzon a neuf affluents référencés :
- Le Valadas (rg), 2,6 km, sur les trois communes de Saint-Quentin-la-Poterie, Vallabrix, Saint-Victor-des-Oules.
- le Merlançon (rg), 7,4 km, sur les six communes de Flaux, La Capelle-et-Masmolène, Saint-Quentin-la-Poterie, Saint-Siffret, Saint-Hippolyte-de-Montaigu, Saint-Victor-des-Oules.
- Les Rosselles (rd), 2,9 km, sur les deux communes de Saint-Quentin-la-Poterie, Uzès.
- Les Seynes (rd), 26,7 km, sur dix communes et avec dix affluents[5].
- Le Valat de Droume (rd), 1,4 km, sur les trois communes de Collias, Saint-Maximin, Sanilhac-Sagries.
- Le Ruisseau de Valsegane (rd), 3,2 km, sur les trois communes de Collias, Saint-Maximin, Sanilhac-Sagries.
- Le Ruisseau de Bordnègre (rg), 4 km, sur les quatre communes de Argilliers, Collias, Saint-Maximin, Saint-Siffret.
- le Valat de Campalong (rd), 1,6 km, sur les deux communes de Collias, Saint-Maximin.
- le Ruisseau de Fabrègue (rg), 1,5 km, sur les deux communes de Argilliers, Collias.

## Hydrologie
Sur les sept communes traversées par l'Alzon, il y a 14 729 habitants, sur une superficie de 123 km2 soit une densité de 119,3 hab/km2 à 131 m d'altitude moyenne.